# Artiom Biezrodny
Artiom Anatoljewicz Biezrodny (ros. Артём Анатольевич Безродный, ukr. Артем Анатолійович Безродний, Artem Anatolijowicz Bezrodny; ur. 10 lutego 1979 w Sumach, Ukraińska SRR, zm. 13 września 2016) – rosyjski piłkarz pochodzenia ukraińskiego, grający na pozycji lewego pomocnika. Zmienił obywatelstwo ukraińskie na rosyjskie.

## Kariera piłkarska

### Kariera klubowa
Jest wychowankiem SDJuSzOR Sumy, w którym pracował jego ojciec. Mając 12 lat wraz z ojcem przeniósł się do SDJuSzOR Ługańsk. W 1995 był na testach w CSKA Moskwa, ale w ostatniej chwili podpisał kontrakt ze Spartakiem Moskwa. W 1997 został wypożyczony do niemieckiego klubu Bayer 04 Leverkusen. W pierwszym meczu w składzie młodzieżowego zespołu Bayeru złamał nogę piłkarzowi drużyny przeciwnej, za co został ukarany 8-meczową dyskwalifikacją. Występował wyłącznie w zespole młodzieżowym. Po zakończeniu sezonu powrócił do Spartaka. Z powodu częstych kontuzji rzadko pojawiał się na boisku.
7 kwietnia 2003 został wystawiony na listę transferową. Biezrodny powrócił do Sum, gdzie występował w miejscowym Spartaku, a w kolejnym sezonie w drużynie rezerw. W kwietniu 2005 został zaproszony do azerskiego MKT-Araz İmişli, ale po 4 grach opuścił klub i ponownie wrócił do Sum. Potem występował w amatorskich zespołach z Sum.

### Kariera reprezentacyjna
W 1999 bronił barw młodzieżowej i seniorskiej reprezentacji Rosji.

## Sukcesy i odznaczenia

### Sukcesy klubowe
- mistrz Rosji: 1996, 1999, 2000, 2001
- brązowy medalista Mistrzostw Rosji: 2002
- zdobywca Pucharu Rosji: 2003

### Sukcesy indywidualne
- najlepszy pomocnik Ukrainy w kategorii juniorskiej: 1994
- wybrany do listy 33 najlepszych piłkarzy Rosji – Nr 3: 1999, 2000